# Okhotsky (huyện)
Huyện Okhotsky (tiếng Nga: Охо́тский райо́н) là một huyện hành chính tự quản (raion), của Vùng Khabarovsk, Nga. Huyện có diện tích 158467 km², dân số thời điểm ngày 1 tháng 1 năm 2000 là 14700 người. Trung tâm của huyện đóng ở Okhotsk.